# Matjaž Cvikl
Matjaž Cvikl (13 gennaio 1967 – 27 luglio 1999) è stato un calciatore sloveno, di ruolo attaccante.

## Palmarès

### Club

#### Competizioni nazionali
- Campionato sloveno: 1

Maribor: 1998-1999
- Coppa di Slovenia: 1

Maribor: 1998-1999